# Sigvard Börtz
Sigvard Börtz, född 22 februari 1904 i Norra Mellby församling, Skåne, död 1998 i Båstad, var en svensk konstnär.
Börtz studerade konst för Carl Wilhelmson och grafik samt målning vid Konsthögskolan i Stockholm samt under studieresor till Baltikum, Nederländerna, Ryssland och Frankrike. Separat ställde han ut i bland annat Vadstena, Linköping, Hässleholm och Helsingborg och han medverkade i samlingsutställningar med Östgöta konstförening och Helsingborgs konstförening. Hans konst består av barnporträtt, stilleben, blomsterstycken och naturalistiskt hållna landskapsmålningar. Börtz är representerad vid Kristianstads museum och Linköpings konstmuseum.